# Antonio Briva Mirabent
Antonio Briva Mirabent (Sitges, 31 gennaio 1926 – Astorga, 20 giugno 1994) è stato un vescovo cattolico spagnolo.

## Biografia
Nato nel 1926, dal 1946 frequentò la Pontificia Università Gregoriana a Roma dove nel 1951 si laureò in teologia.  Ordinato sacerdote il 19 marzo 1950, fu coadiutore in diverse parrocchie prima di essere nominato nel 1964 rettore del seminario di Barcellona.
Il 18 maggio 1967 papa Paolo VI lo nominò vescovo di vescovo di Astorga; venne consacrato il successivo 2 luglio dall'arcivescovo (poi cardinale) Antonio Riberi, nunzio apostolico in Spagna, co-consacranti i futuri cardinali Marcelo González Martín, arcivescovo di Barcellona e Narciso Jubany Arnau, vescovo di Gerona.
Durante il suo ministero pastorale fu membro del Segretariato per la promozione dell'unità dei cristiani dal 1968 al 1977 e presidente della Comisión Episcopal Española de Relaciones Interconfesionales dal 1969 al 1981, rimanendone poi membro fino alla morte avvenuta nel 1994.
Morì il 20 giugno 1994 all'età di 68 anni per un infarto miocardico acuto.

## Genealogia episcopale
La genealogia episcopale è:
- Cardinale Scipione Rebiba
- Cardinale Giulio Antonio Santori
- Cardinale Girolamo Bernerio, O.P.
- Arcivescovo Galeazzo Sanvitale
- Cardinale Ludovico Ludovisi
- Cardinale Luigi Caetani
- Cardinale Ulderico Carpegna
- Cardinale Paluzzo Paluzzi Altieri degli Albertoni
- Papa Benedetto XIII
- Papa Benedetto XIV
- Papa Clemente XIII
- Cardinale Marcantonio Colonna
- Cardinale Giacinto Sigismondo Gerdil, B.
- Cardinale Giulio Maria della Somaglia
- Cardinale Carlo Odescalchi, S.I.
- Cardinale Costantino Patrizi Naro
- Cardinale Serafino Vannutelli
- Cardinale Domenico Serafini, Cong. Subl. O.S.B.
- Cardinale Pietro Fumasoni Biondi
- Cardinale Antonio Riberi
- Vescovo Antonio Briva Mirabent